# 1879 a jogalkotásban
1879-ben az alábbi jogszabályokat alkották meg:

## Magyarország

### Törvények
- 1879. évi I. törvénycikk Az Olaszországgal 1878. deczember 27-én kötött vám- és kereskedelmi szerződésekről
- 1879. évi II. törvénycikk Az 1879. évben szükséges hitelműveletekről
- 1879. évi III. törvénycikk  A Francziaországgal 1866 deczember 11-én kötött hajózási szerződés, consuláris egyezmény, az örökségek szabályozásáról szóló egyezmény, valamint a szellemi és művészeti munkák tulajdonjogát biztositó egyezmény hatályának meghosszabbitásáról
- 1879. évi IV. törvénycikk A Francziaországgal 1879. január 20-án kötött vámegyezményről
- 1879. évi V. törvénycikk A szegedi kir. törvényszék területére nézve, az árviz folytán szükséges igazságszolgáltatási rendkivüli intézkedésekről
- 1879. évi VI. törvénycikk Az 1879. évi I-ső negyedében viselendő közterhekről és fedezendő államkiadásokról szóló 1878. évi XXXII. törvénycikk hatályának 1879. évi ápril 30. napjáig kiterjesztéséről
- 1879. évi VII. törvénycikk A dálya-vinkovczei vasutról
- 1879. évi VIII. törvénycikk A berlini szerződés beczikkelyezéséről
- 1879. évi IX. törvénycikk A honvédelmi ministerium elhelyezésére Budapesten, a várban emelendő államépületről és az erre megkivántató költségek fedezéséről
- 1879. évi X. törvénycikk A mezőtúr-szarvasi másodrendű vasut kiépitéséről
- 1879. évi XI. törvénycikk A magyar észak-nyugoti vasut kiépitésére vonatkozó 1870. évi XLI. törvénycikknek hatályon kivül helyezéséről
- 1879. évi XII. törvénycikk Az 1879. évi államköltségvetésről
- 1879. évi XIII. törvénycikk A román fejedelemséggel, vasuti csatlakozások iránt 1874. évi május 31-én kötött egyezmény némely határozatainak megváltoztatásáról
- 1879. évi XIV. törvénycikk A Párisban 1878 junius 1-én kötött általános postaegyesületi szerződés beczikkelyezéséről
- 1879. évi XV. törvénycikk Spizza községnek Dalmatia területéhez csatoltatásáról
- 1879. évi XVI. törvénycikk A tengeri kereskedelmi hajók lajstromozásáról
- 1879. évi XVII. törvénycikk A Luiza-út megváltásáról
- 1879. évi XVIII. törvénycikk A magyar nyelv tanitásáról a népoktatási tanintézetekben
- 1879. évi XIX. törvénycikk A kisajátitásról Szeged sz. kir. város területén
- 1879. évi XX. törvénycikk A szab. kir. Szeged város törvényhatóságába kiküldendő királyi biztos kinevezéséről és annak hatásköréről
- 1879. évi XXI. törvénycikk Az 1875. évi közös zárszámadásra alapitott leszámolás szerint, Magyarország terhére mutatkozó tartozás fedezéséről
- 1879. évi XXII. törvénycikk Az 1876. évi közösügyi zárszámadásra alapitott leszámolás szerint Magyarország terhére mutatkozó tartozás fedezéséről
- 1879. évi XXIII. törvénycikk  Az 1878. évi közösügyi költségekre a magyar korona országai által pótlólag fizetendő összegekről
- 1879. évi XXIV. törvénycikk Félkrajczáros váltópénz vezetéséről
- 1879. évi XXV. törvénycikk A szegedi árviz következtében, valamint a tiszavölgyi és dunaszabályozási munkálatok iránt meghallgatandó külföldi szakértők meghivása folytán felmerülő költségek fedezéséről
- 1879. évi XXVI. törvénycikk Az 1876. évi XXXIII. tc. 1. §-a 9. pontjának módositásáról
- 1879. évi XXVII. törvénycikk A vágvölgyi vasút megvételéről
- 1879. évi XXVIII. törvénycikk A rendőri bejelentési intézménynek Budapest fővárosban életbeléptetéséről
- 1879. évi XXIX. törvénycikk A Görögországgal 1878. évi deczember 4/16-án kötött postaszerződés becikkelyezéséről
- 1879. évi XXX. törvénycikk Az 1878. évi XVII. törvénycikk A) 10. fejezet 2. cziménél és 20. fejezet némely czimeinél szükségesekké vált tulkiadások elszámolásáról és azok fedezésének jóváhagyásáról
- 1879. évi XXXI. törvénycikk Erdőtörvény
- 1879. évi XXXII. törvénycikk Az 1878. évi közösügyi rendkivüli kiadások fedezéséről
- 1879. évi XXXIII. törvénycikk Az 1873. évi IX. tc. 15. és 16. §-ainak módositásáról
- 1879. évi XXXIV. törvénycikk A vizszabályozási társulatokról szóló 1871. évi XXXIX. törvénycikk módositásáról és kiegészitéséről
- 1879. évi XXXV. törvénycikk A Tisza és mellékfolyói mentében alakult vizszabályozó és ármentesitő társulatoknak adandó állami előlegekről
- 1879. évi XXXVI. törvénycikk  A közös hadsereg (haditengerészet) és a honvédség beszállásolásáról
- 1879. évi XXXVII. törvénycikk A közös hadsereg (haditengerészet) és a honvédség beszállásolásából keletkező teher arányosabb megosztása czéljából, a megyék által kivethető pótadóról
- 1879. évi XXXVIII. törvénycikk A kassa-oderbergi vasut függő ügyeinek rendezéséről és az eperjes-tarnowi vasut magyarországi részével való egyesitéséről
- 1879. évi XXXIX. törvénycikk A kisbirtokosok országos földhitelintézetéről
- 1879. évi XL. törvénycikk A magyar büntető törvénykönyv a kihágásokról
- 1879. évi XLI. törvénycikk A volt magyar keleti vasuttársulat részvényeinek beváltására kitüzött határidő lejárta után bemutatott részvények utólagos beváltásáról
- 1879. évi XLII. törvénycikk A budapesti sugáruton, a nagy köruton és annak három-bárány-utczai kiágazásán, az 1881. évi junius 10. napján tul, 1891. évi junius 10-ig napjáig emelendő épitmények adómentességéről
- 1879. évi XLIII. törvénycikk Ő császári és Apostoli királyi Felsége legmagasabb udvartartása költségeiről
- 1879. évi XLIV. törvénycikk A megyék 1880. évi közigazgatási-, árva- és gyámhatósági kiadásainak fedezéséről
- 1879. évi XLV. törvénycikk Az osztrák-magyar bank jelzálog-hitelosztálya alapszabályaiban (1878:XXV. tc.) foglalt külön jogoknak, a magyar földhitelintézetre kiterjesztéséről
- 1879. évi XLVI. törvénycikk Az 1880. év első negyedében viselendő közterhekről és fedezendő államkiadásokról
- 1879. évi XLVII. törvénycikk A kir. József-műegyetem és az állatgyógyintézet állandó elhelyezésére Budapesten emelendő államépületekről és az erre megkivántató költségek fedezéséről
- 1879. évi XLVIII. törvénycikk Az 1875:XXVI. törvénycikk eltörléséről
- 1879. évi XLIX. törvénycikk A nyereményadóról
- 1879. évi L. törvénycikk A magyar állampolgárság megszerzéséről és elvesztéséről
- 1879. évi LI. törvénycikk A hadsereg és haditengerészet hadi létszámának, illetőleg a monarchia két államára nézve meghatározott hadjutaléknak az 1889. év végéig való megállapitása tárgyában
- 1879. évi LII. törvénycikk A Bosznia és Herczegovinával való vámkapcsolat létesitéséről
- 1879. évi LIII. törvénycikk Isztria vámkülzetének és Dalmátiának az osztrák-magyar általános vám- és kereskedelmi területbe olvasztásáról
- 1879. évi LIV. törvénycikk Brodi vámkülzetének megszüntetéséről
- 1879. évi LV. törvénycikk Martinschizza, Buccari, Porto-Ré, Zengg és Carlopago szabad kikötőknek az osztrák-magyar általános vám- és kereskedelmi területbe olvasztásáról
- 1879. évi LVI. törvénycikk A sör-, szesz- és czukortermelés után fizetendő fogyasztási adónak, Martinschizza, Buccari, Porto-Ré, Zengg és Carlopago eddigi vámkülzetekbe való behozataláról
- 1879. évi LVII. törvénycikk  Francziaországgal 1879. évi január 20-án kötött kereskedelmi egyezmény (1879. évi IV. tc.) hatályának meghosszabbitásáról
- 1879. évi LVIII. törvénycikk A kereskedelmi viszonyoknak a Német birodalommal leendő ideiglenes rendezéséről
- 1879. évi LIX. törvénycikk Az Angolország és Fiume közt eszközlendő kereskedelmi gőzhajózási járatok segélyezésére engedélyezendő póthitelről
- 1879. évi LX. törvénycikk Az 1873. évi XXXIV. törvénycikk 3. §-ában megállapitott határidőnek, valamint a Horvát-Szlavonországok beligazgatási költségei fedezésére meghatározott százalék érvényének meghosszabbitásáról szóló 1878. évi XXX. törvénycikk hatályának kiterjesztéséről
- 1879. évi LXI. törvénycikk Az 1880. évben kiállitandó ujoncz- és póttartaléki jutalékok megajánlása tárgyában